# حد شونبرگ - چاندراسخار
حد شونبرگ - چاندراسخار (انگلیسی: Schönberg–Chandrasekhar limit) در اخترفیزیک ستاره‌ای، حداکثر جرم یک هسته ایزوترمی غیر ذوب کننده است که می‌تواند یک پاکت محصور را پشتیبانی کند. این به صورت نسبت جرم هسته به جرم کل هسته و پاکت بیان می‌شود. برآورد حد به مدل‌های استفاده شده و ترکیبات شیمیایی فرض شده هسته و پاکت بستگی دارد. مقادیر معمول داده شده از ۰٫۱۰ تا ۰٫۱۵ (۱۰٪ تا ۱۵٪ از کل جرم ستاره ای) است. این حداکثر یک هسته پر از هلیوم است که می‌تواند رشد کند، و اگر این حد بیش از حد شود، همان‌طور که فقط در ستاره‌های عظیم اتفاق می‌افتد، هسته سقوط می‌کند، انرژی آزاد می‌شود که باعث می‌شود لایه‌های بیرونی ستاره به یک غول قرمز تبدیل شوند. این نام از نام فیزیکدانان نجومی سوبرامانیان چاندراسخار و ماریو شنبرگ گرفته شده‌است که ارزش آن را در مقاله ای در سال ۱۹۴۲ تخمین زده‌اند. آنها تخمین زده‌اند که {\displaystyle \operatorname {\left({\frac {\operatorname {M} _{ic}}{M}}\right)} _{SC}=0.37\left({\frac {\operatorname {\mu } _{e}}{\operatorname {\mu } _{ic}}}\right)^{2}}
هنگامی که همجوشی در یک ستاره دنباله اصلی، هیدروژن موجود در مرکز ستاره را از بین می‌برد، حد شنبرگ - چاندرساخار وارد عمل می‌شود. سپس این ستاره منقبض می‌شود تا زمانی که هیدروژن در پوسته ای محصور شود که هسته‌ای غنی از هلیوم را احاطه کرده و هر دو با یک پاکت متشکل از هیدروژن احاطه شده‌اند. با سوختن پوسته به بیرون ستاره، جرم هسته افزایش می‌یابد. اگر جرم ستاره کمتر از تقریباً ۱٫۵ جرم خورشید باشد، هسته قبل از رسیدن به حدشونبرگ - چاندراسخار رو به زوال می‌رود و از طرف دیگر، اگر جرم بیش از تقریباً ۶ جرم خورشید باشد، ستاره دنباله اصلی را ترک می‌کند با جرم هسته در حال حاضر بیشتر از حد شنببرگ-چاندرساخار است بنابراین هسته آن قبل از همجوشی هلیوم هیچگاه حرارتی ندارد. در حالت باقیمانده، جایی که جرم بین ۱٫۵ و ۶ جرم خورشیدی باشد، هسته رشد می‌کند تا زمانی که به حد نهایی برسد، در آن زمان به سرعت منقبض می‌شود تا زمانی که هلیوم در هسته جوش بخورد.